# Mohamed Badawy
Badawy Mohamed Moneim (11 de janeiro de 1986) é um voleibolista profissional egípcio.

## Carreira
Mohamed Badawy é membro da seleção egípcia de voleibol masculino. Em 2016, representou seu país no voleibol nos Jogos Olímpicos de Verão no Rio de Janeiro, que ficou em 9º lugar.